# Йордан Атанасов
Йордан Стоилов Атанасов е български революционер, деец на Вътрешната македоно-одринска революционна организация.

## Биография
Йордан Атанасов е роден на 4 април 1885 година в град Щип, тогава в Османската империя. Влиза във ВМОРО и в 1902 година постъпва в четата на Сава Михайлов. В битката при Смол на 1 март 1905 година, в която загива войводата Михайлов, Атанасов е ранен. Оттегля се в Кюстендил, където се лекува. След това продължава с революционната си дейност и постъпва в четата на Христо Чернопеев. По-късно се установява в Кюстендил.
През Балканската война е доброволец в Македоно-одринското опълчение, в щаба и нестроевата рота на Кюстендилската дружина.
Умира след 1950 година.